# Фигередо, Диего
Диего Антони Фигередо Матибуа (исп. Diego Antonio Figueredo Matiauda; родился 28 апреля 1982 года в Асунсьоне, Парагвай) — парагвайский футболист, нападающий. Выступал за сборную Парагвая. Серебряный призёр Олимпийских игр 2004 года.

## Клубная карьера
Фигередо начал карьеру в столичной «Олимпии». В 2003 году он перешёл в испанский «Реал Вальядолид». Первые сезоны он был основным футболистом, но затем потерял место в основе и вынужден был уйти в аренду, сначала в португальскую «Боавишту», а затем в аргентинский «Годой-Крус». В 2008 году Диего вернулся на родину, где недолго играл за «Серро Портеньо».
В начале 2009 года он перешёл в чилийский «Эвертон». 14 февраля в матче против «Депортес Икике» Диего дебютировал в чилийской Примере.
В 2010 году Фигередо вернулся в «Олимпию», где провёл сезон. Летом 2011 года он перешёл в столичный «Индепендьенте». 31 июля в матче против «Хенераль Кабальеро» Диего дебютировал за новый клуб. 23 октября в поединке против «Соль де Америка» он забил свой первый гол за «Индепендьенте». В начале 2012 года Фигейредо присоединился к «Гуарани». 10 марта в матче против «Спортиво Лукеньо» он дебютировал за новый клуб. 8 апреля в поединке против «Спортиво Карапегуа» забил свой первый гол за «Гуарани».
Летом того же года Диего перешёл в «Спортиво Лукеньо». 5 августа в матче против столичного «Насьоналя» он дебютировал за новую команду. В начале 2014 года подписал контракт с «Рубио Нью». 17 февраля в поединке против «Соль де Америка» он дебютировал за новую команду. 20 апреля в матче против «12 октября» Диего забил свой первый гол за «Рубио Нью».
С 2016 года несколько лет играл за клуб «Каакупе», вылетел с ним из второго дивизиона Парагвая в третий.

## Международная карьера
В 2004 году Фигередо попал в заявку национальной команды на участие в Кубке Америки в Перу. 9 июля в матче против сборной Коста-Рики он дебютировал за национальную команду. Диего также принял участие в поединках против команд Чили, Уругвая и Бразилии.
В том же году завоевал серебряные медали Олимпийских игр в Афинах. На турнире он сыграл в матчах против сборных Японии, Италии, Южной Кореи, Ирака и Аргентины.

## Достижения
Международные
 Парагвай (до 23)
- Олимпийские игры — 2004